# Jean-Baptiste Boucho
Jean-Baptiste Boucho, de son vrai nom Bouchoou, transformé également en Bouchoô, né le 19 mars 1797 à Athos-Aspis dans les Basses-Pyrénées et mort le 6 mars 1871 dans l'île de Penang, est un vicaire apostolique français de la presqu'île de Malacca.

## Biographie
Prêtre du diocèse de Bordeaux, Jean-Baptiste Boucho devient membre des Missions étrangères de Paris le 9 août 1823 et part pour le Siam le 2 mars 1824.
Il est consacré vicaire apostolique de la presqu'île de Malacca à Calcutta le 19 octobre 1845.
Il meurt à Datoh-kramat dans l'île de Penang le 6 mars 1871. Il est enterré à George Town.

## Blason
D'azur à la croix latine recroisetée d'or, accompagnée de trois étoiles d'argent, deux en chef, une en pointe.

## Pour approfondir